# Kadua munroi
Kadua munroi är en måreväxtart som först beskrevs av Francis Raymond Fosberg.
Kadua munroi ingår i släktet Kadua och familjen måreväxter. Inga underarter finns listade i Catalogue of Life.